# Phoner
Phoner [ˈfəʊnə] ist ein Freeware-Programm für die Microsoft-Betriebssysteme. Der Entwickler der Software verweist auf die Nutzung des ebenso von ihm entwickelten PhonerLite, da Phoner seit 5. März 2021 nicht mehr weiter entwickelt wird.
Phoner ermöglicht Gesprächsverbindungen in das Festnetz, zu Mobiltelefonen und zu VoIP-Gegenstellen. Das Programm kann als Softphone an analogen Teilnehmeranschlüssen, an digitalen ISDN-Teilnehmeranschlussleitungen und als Softphone auf stationären und mobilen Computern benutzt werden.
Der Eigenname ist eine Ableitung des englischen Verbs to phone [ˈtuː ˈfəʊn] und kann in Anlehnung an die englische Bedeutung mit Telefonierer übersetzt werden. Im sprachlichen Zusammenhang ist die Applikation ein Software-Pendant zu einem Telefon mit integrierten Aufzeichnungs-, Protokollierungs-, Verwaltungs- und Steuerungsfunktionen.
Aufgrund der zusätzlichen Unterstützung von IP-Telefonie-Funktionen wird seit dem 1. Juni 2005 vom Entwickler eine eigene Programmvariante mit dem Namenszusatz „Lite“ [ˈlaɪt] unentgeltlich als Freeware zur Verfügung gestellt.
Seit der ersten Veröffentlichung ist Phoner in den Sprachen Deutsch und Englisch verfügbar. Bulgarische, französische, italienische, griechische, niederländische, spanische und tschechische Übersetzungen sowie vom Entwickler zur Verfügung gestellte Telefonvorwahlen für die Länder Griechenland, Italien, die Niederlande, Österreich, Polen und die Schweiz weisen auf eine weite Verbreitung der Software hin. Transkriptionen der genutzten Texte in arabische Schriftzeichen oder Übersetzungen für arabische Schriftzeichen nutzende Sprachräume sind offiziell nicht verfügbar, jedoch wird die Software in diesen Sprachräumen auf Internetseiten im Zusammenhang mit dem Namen des Entwicklers erwähnt.
Das Programm wurde in unterschiedlichen Fachzeitschriften im deutschsprachigen Raum vorgestellt, besprochen und empfohlen.

## Eigenschaften
Die Entwicklung erfolgte unabhängig von proprietären Leistungsvorgaben, und die Verwendung findenden Kommunikationsprotokolle wurden innerhalb des Rahmens ihrer Spezifikationen umgesetzt. Hierdurch soll eine hohe Kompatibilität zu verfügbaren Netztechniken sowie zu im Zusammenhang mit der Software verwendeter Endgeräte-Hardware erreicht werden.
Phoner und PhonerLite [ˈfəʊnɜːˌˈlaɪt] basieren auf dem gleichen Programmcode. Der Entwickler verzichtete bei PhonerLite neben den Modi für einen ISDN-Betrieb (CAPI) und die Verwendung an analogen Teilnehmeranschlussleitungen (TAPI) auf Verwaltungs-, Steuerungs-, Protokollierungs- und Aufzeichnungsfunktionen der umfangreicheren Phoner-Variante.
PhonerLite kann ausschließlich als Softphone für die IP-Telefonie (VoIP) genutzt werden. Da diese Variante über Einstellungshilfen für die Konfiguration der Verbindungsdaten verfügt und durch die Beschränkung der Verwendungsmöglichkeiten Systemressourcen schont, soll hauptsächlich Einsteigern ermöglicht werden, die IP-Telefonie zu nutzen.
Phoner kann anstelle von oder, bei Installation in einem anderen Verzeichnis, gleichzeitig mit PhonerLite verwendet werden. Die Konfiguration einer genutzten „Lite“-Variante kann für den SIP-Betriebsmodus übernommen werden.

## Beschreibung
Phoner kann in drei Betriebsmodi genutzt werden, die einen Betrieb mit systemseitig installierten Endgeräten an analogen Teilnehmeranschlussleitungen, mit Endgeräten an digitalen ISDN-Teilnehmeranschlüssen und als IP-Telefon zulassen.
Die Applikation nutzt als Frontend die technischen Möglichkeiten installierter Modems, ISDN-Geräte und Netzadapter für die computergestützte Telefonie. Über eine grafische Benutzerschnittstelle (GUI), den Aufruf über die Kommandozeile sowie über eine zur Laufzeit verfügbare COM-Schnittstelle stellt das Programm Funktionen für den Aufbau oder die Entgegennahme von Gesprächsverbindungen sowie weitere Funktionen eines Telefonie-Endgeräts zur Verfügung.
Für eine aktive Nutzung von Phoner als Telefonie-Software zum Aufbau und zur Entgegennahme von Gesprächsverbindungen werden eine installierte, vollduplexfähige Soundkarte und ein Mikrofon vorausgesetzt. Möglich ist auch die Verwendung eines Headsets oder eines kompatiblen USB-Telefonhörers.
Die durch Gerätetreiber oder herstellerspezifische Programmbibliotheken verfügbaren Funktionen einer Kommunikations-Hardware werden über standardisierte Schnittstellen, ebenfalls Programmbibliotheken, angesprochen.

## Betriebsmodi
Die verfügbaren Betriebsmodi können wahlweise und voneinander unabhängig genutzt werden. Sofern eine gleichzeitige Nutzung der Software in mehreren Betriebszuständen erforderlich ist, kann für jede Aufgabe eine Installation in ein eigenes Programmverzeichnis erfolgen. Es können mehrere Instanzen der Software gleichzeitig aktiv sein, um jeweils einen Betriebsmodus oder jeweils eine zugewiesene Aufgabe zu überwachen.

## TAPI
Der TAPI-Betriebsmodus wird zum Betrieb an einer analogen Teilnehmeranschlussleitung oder analogem Endgerät verwendet. Die Kommunikation mit Modems oder anderen Endgeräten an analogen Teilnehmeranschlüssen erfolgt über eine TAPI-Schnittstelle. TAPI ist eine Programmbibliothek, die zum Betrieb von Kommunikationshardware mit einem Computersystem dient.
Eine Nutzung des Programms an analogen Teilnehmeranschlüssen und an ISDN-Teilnehmeranschlüssen ist seit der ersten Veröffentlichung am 1. Februar 1998 möglich.
Der TAPI-Betriebsmodus wird nicht weiterentwickelt, da seit September 1995 in Deutschland flächendeckend ISDN verfügbar ist. Dieser Modus kann für die Telefonie hinter einer TAPI-fähigen Telefonanlage genutzt werden, die an einem ISDN-Basisanschluss oder -Primärmultiplexanschluss betrieben wird.

## CAPI
Der CAPI-Betriebsmodus wird zum Betrieb an einer ISDN-Teilnehmeranschlussleitung verwendet.
Sofern ein ISDN-Basisanschluss oder -Primärmultiplexanschluss genutzt wird, und eine ISDN-Karte oder eine andere CAPI-unterstützte Hardware verfügbar ist, erfolgt die Kommunikation über eine auf dem Rechner installierte CAPI-Schnittstelle.
Zur Nutzung von ISDN-Funktionen und ISDN-Leistungsmerkmalen benötigt das Programm im CAPI-Modus eine Programmbibliothek mit dem Namen „capi2032.dll“.
Sofern zusätzlich eine Netzwerkkarte verfügbar ist, kann das Programm in einem LAN als Frontend-Anwendung hinter einem CAPI-Server betriebssystemübergreifend verwendet werden. Der CAPI-Server stellt als unabhängige Applikation die Funktionalität einer serverseitig installierten CAPI-Programmbibliothek Client-Rechnern im Netz zur Verfügung.
Dieser Betriebsmodus ermöglicht die Sprach- und Datenübertragung nach den logischen Spezifikationen des seit 1991 europaweit einheitlichen ISDN-Standards DSS1. Sofern durch die genutzte Endgerät-Hardware und CAPI unterstützt, können mit Phoner außer Gesprächs- und Datenverbindungen nach dem DSS1-Standard durch den Netzanbieter bereitgestellte vermittlungstechnische Leistungsmerkmale über den ISDN-D-Kanal oder bei analogen Anschlüssen über das Mehrfrequenzwahlverfahren genutzt werden.

## VoIP
Der VoIP-Betriebsmodus wird für IP-Telefonie nach dem Session Initiation Protocol (SIP) verwendet.
Seit der Programmversion 1.66 ist ein Betriebsmodus für die VoIP-Telefonie nach dem SIP-Standard implementiert. Sofern eine Netzwerkkarte installiert ist, kann die Software innerhalb eines lokal begrenzten Rechnernetzes oder für Gesprächsverbindungen in andere Rechnernetze innerhalb einer IP-Netzumgebung im SIP-Modus verwendet werden.
Im Programmumfang ist eine Programmbibliothek mit dem Namen „sipper.dll“ vorhanden, die VoIP-Funktionalität nach dem SIP-Standard ähnlich einer „capi2032.dll“ im CAPI-Modus zur Verfügung stellt.
Die Implementierung vermittlungstechnischer Leistungsmerkmale für die IP-Telefonie erfolgt streng nach den Vorgaben der RFC 3261 für das Session Initiation Protocol. Hierdurch soll die technische Kompatibilität zu Unternehmen erreicht werden, die IP-Telefonie auf der Basis des Session Initiation Protocols auch für Verbindungen über Gateways in das Festnetz und in das Mobilfunknetz anbieten.

## Funktionen
- Drag & Drop Bedienung
- Basis-Telefoniedienste (Rufaufbau, Rufannahme)
- Interaktives Telefonieren durch Verwendung der Soundkarte (Mikrofon und Lautsprecher)
- Verwendung an unterschiedlichen Anschlussleitungstypen möglich
- Leistungsmerkmale (ISDN und SIP)
  - Halten, Makeln, Rufweiterschaltung in der Rufphase, Konferenzen, Message Waiting Indication
- Leistungsmerkmale (ISDN)
  - Vermitteln, Rufumleitung, Rückruf bei Besetzt und Nichtmelden, Rufnummernunterdrückung, CallerID
- Anrufliste zur Erfassung aller ein- und ausgehenden Verbindungen
- Telefonbuch zur Zuordnung von übermittelter Telefonnummer zu Name
- Anrufbeantworter mit individuellen Ansagen und Rufannahmezeiten,
  - konfigurierbar für den Teilnehmeranschluss,
  - jede einzelne MSN oder eingestellte Rufnummer,
  - und je übermittelter Rufnummer (CLIP).
- SMS- und E-Mail-Benachrichtigung bei eingegangenen Nachrichten
  - E-Mail-Versand eingegangener Sprachnachrichten
- Text-to-Speech Unterstützung
- COM-Interface zur Nutzung implementierter Methoden
  - Add-on-Fähigkeit
- Aufruf externer Programme oder Scripte mit Parameter-Übergabe
- Kommandozeilen-Parameter
  - Batch-Fähigkeit
- Mehrere Instanzen für unterschiedliche Aufgaben können geöffnet werden.
- Unterstützte Codecs (SIP):
  - G.711a und G.711u, GSM, G.726, internet Low Bitrate Codec (iLBC), Speex, G.722
- Sicherheit und Verschlüsselung
  - Transport Layer Security (TLS), Secure Real-Time Transport Protocol (SRTP)
- Programmstart von USB-Massenspeicher
- Unterstützung von IPv6

## Geschichte

### 1998–2003
Das Programm Phoner wurde im Februar 1998 vom Entwickler Heiko Sommerfeldt im Rahmen seiner Diplomarbeit an der Universität Ulm erstellt. In den folgenden Jahren erfolgte die Weiterentwicklung zusätzlicher Verwaltungs-, Aufzeichnungs-, Protokollierungs- und Steuerungsfunktionen.

### 2004–2005
Mit der wachsenden Anzahl von DSL-Anschlüssen nahm die computerbasierende ISDN-Telefonie aufgrund der zusätzlich notwendigen ISDN-Hardware ab. Ein gleichzeitig wachsender Anstieg der IP-Telefonie kann darin begründet sein, dass Gesprächsverbindungen zwischen VoIP-Teilnehmern überwiegend kostenlos und unter freibleibenden vertraglichen Bindungen angeboten wurden.
Das Session Initiation Protocol (SIP) setzte sich für Gesprächsverbindungen gegenüber dem H.323-Protokoll durch, wodurch Phoner und PhonerLite ausschließlich SIP für VoIP-Gesprächsverbindungen unterstützen.
Basierend auf der LGPL-lizenzierten oSIP-Bibliothek entwickelte Heiko Sommerfeldt in Anlehnung an die standardisierte „capi2032.dll“ die „sipper.dll“, die im SIP-Betriebsmodus des Programms die VoIP-Funktionalität für Gesprächsverbindungen und Leistungsmerkmale der IP-Telefonie bereitstellt.
Am 1. Juni 2005 wurde auf der Basis des gleichen Quelltextes die Programmvariante PhonerLite veröffentlicht, die ausschließlich Gesprächsverbindungen in einer IP-Netzumgebung ermöglicht.
Die Entwicklung erfolgte mit der Begründung, dass PhonerLite als einfach zu bedienendes Softphone für die ausschließliche VoIP-Benutzung zur Verfügung stehen sollte, während durch die Integration des SIP-Modus in die ursprüngliche Programmvariante Phoner eine zwangsläufig komplexere Bedienung des Programms sowie aufgrund der erhöhten Konnektivität umfangreichere Einstellungsmöglichkeiten entstanden.

### 2006–2007
Die Weiterentwicklung der VoIP-Funktionalität wurde auf die Übertragungssicherheit ausgedehnt. Es erfolgte die Implementierung der Verschlüsselungstechniken SRTP und TLS.

### 2008–2009
Die Unterstützung von Wideband-Codecs wie G.722 und Speex-Wideband ermöglichen durch eine höhere Abtastfrequenz von 16 kHz eine bessere Sprachqualität. PhonerLite steuert auch die Soundkarte mit dieser höheren Frequenz an.
IPv6 wird unterstützt.

### 2010–2011
Neben PhonerLite unterstützt nun auch Phoner Wideband – seit Version 2.51 nicht nur für VoIP-Verbindungen, sondern auch über ISDN.
Phoner und PhonerLite unterstützen nun auch ZRTP zur Sprachverschlüsselung. Als weiterer Wideband-Codec wird CELT unterstützt.

### 2012
PhonerLite kann nun Google Kontakte importieren. Statt des Codecs CELT wird nun der Codec OPUS unterstützt.

### 2013–2015
Für den Import der Google Kontakte wurde eine entsprechende Zwei-Faktor-Authentifizierung umgesetzt.

### 2022
Integrierte Script-Steuerung.

### 2023
Transkription/Spracherkennung durch Verwendung von Whisper.